# I 4 + 4 di Nora Orlandi
I 4 + 4 di Nora Orlandi sono stati un gruppo musicale fondato da Nora Orlandi nel 1952 e attivo fino al 1983.

## Storia

### Quartetto 2 + 2
Pur avendo, nel corso della sua lunga carriera, toccato vari aspetti del mondo musicale, senza dubbio l'idea e la realizzazione del gruppo vocale "4 + 4" è quella che ha dato a Nora Orlandi la notorietà maggiore. L'origine risale addirittura alla fine del 1952, quando realizza un primo gruppo vocale, che chiama "Quartetto 2 + 2", insieme a Rosetta Fucci, Marcello Fabrizi e Massimo Cini (che ha già avuto un'esperienza simile nel Quartetto Azzurro); due anni dopo la Fucci abbandona il gruppo, sostituita dalla sorella di Nora, Paola Orlandi. A stretto giro lascia la formazione anche Marcello Fabrizi, che si dedica alla professione di dentista, venendo sostituito prima da Giovanni Borgese e poi, dopo qualche mese, dapprima dal cantante e chitarrista Alessandro Alessandroni e successivamente dal sassofonista e clarinettista Enzo Gioieni. Questa è la formazione che inizia ad avere un certo successo nell'ambiente musicale, iniziando da un lato a fare i coristi in studio e dall'altro a partecipare a molte trasmissioni radiofoniche e televisive (la prima è Ottovolante, nel 1955), nonché al film Ci sposeremo a Capri, diretto da Siro Marcellini nel 1956.
Con la nuova formazione, i "2 +2" nel 1957 sono ospiti fissi del programma La regina ed io, con Nilla Pizzi e Franca Valeri. Dall'anno successivo diventano coristi ufficiali del Festival di Sanremo e parallelamente, nel 1959 e 1960, sono i coristi del programma televisivo Buone vacanze. Altri cambi avvengono nel 1961, con Cini e Gioeni che lasciano l'attività, sostituiti dal redivivo Borgese e da Willy Brezza, diplomato in pianoforte e destinato a diventare un celebre direttore d'orchestra.

### I 4 + 4 di Nora Orlandi
Ma questa formazione, a causa di numerosi litigi, si scioglie. Proprio allora però la Orlandi, sconfortata per il brutto momento professionale, riceve un arguto suggerimento da parte di suo marito: «Loro lasciano? E tu raddoppia!». Nascono così "I 4 + 4 di Nora Orlandi", in cui viene posto in modo maggiore (a partire dal nome) l'accento sulla direttrice del coro, la quale decide di reclutare molti coristi che, a rotazione e in base ai loro impegni professionali esterni, ricoprono gli otto ruoli richiesti. In questo modo la Orlandi si premunisce contro eventuali abbandoni di qualche membro e non si preclude la possibilità di immettere nuove voci nel gruppo.
In virtù della notevole professionalità della direttrice del coro, in breve tempo il gruppo diventa, insieme a "I Cantori Moderni di Alessandroni", il più richiesto sia in sala d'incisione che dal vivo, in un periodo in cui viene finalmente riconosciuto e valorizzato anche il ruolo dei musicisti che suonano nei dischi. Negli anni cinquanta, infatti, spesso la partecipazione del "Quartetto 2 + 2" non era accreditata né sulla copertina né sull'etichetta del disco.
Partecipano come coristi fissi al Festival di Sanremo, Un disco per l'estate, Canzonissima, Festival di Napoli, Gran varietà e Piccola storia della canzone italiana, condotta per due anni da Silvio Gigli. Nel 1971 Ray Conniff, presentando la canzone Rose nel buio a Sanremo, chiede di affiancare ai suoi coristi gli otto di Nora Orlandi.
Vari i coristi che hanno fatto parte del gruppo: Donato Renzetti, in seguito diventato direttore d'orchestra, Lorenzo Spadoni, Marco Ferradini, Santino Rocchetti e Lalla Francia, che entrò nel 1971 a quindici anni e che ebbe una lunghissima carriera da corista. L'attività continuò fino alla prima metà degli anni ottanta quando, dopo aver collaborato nel coro dei brani scritti da Augusto Visco (per esempio quelli di Nino D'Angelo, Franco Moreno e Gigi Finizio) e di aver preso parte ad alcune edizioni di Fantastico, la Orlandi decide di sciogliere il coro e ritirarsi per dedicarsi all'insegnamento.

## Musicisti che hanno fatto parte del gruppo
- Nora Orlandi
- Donato Renzetti
- Lorenzo Spadoni
- Paola Orlandi
- Nadia Ventura
- Marco Ferradini
- Santino Rocchetti
- Lalla Francia
- Silvia Annicchiarico
- Giusy Greco
- Alessandro Alessandroni
- Vittorio Emanuele Aiello

## Discografia

### Album in studio
- 1963 - Gershwin/Trovajoli - 1919-1928 - Volume 1 (con Armando Trovajoli e la sua orchestra)
- 1963 - Gershwin/Trovajoli - 1929-1935 - Volume 2 (con Armando Trovajoli e la sua orchestra)
- 1963 - Gershwin/Trovajoli - 1936-1937 - Volume 3 (con Armando Trovajoli e la sua orchestra)

### Singoli
- 1961 - Il mondo di notte n. 2 (con Piero Piccioni e Lidia Mc Donald)
- 1961 - Lady Luna/Arianna
- 1963 - Rugantino (con Bice Valori)
- 1965 - Luna a Novograd/L'erica s'è fatta più verde
- 1966 - Quando il destino ha deciso/L'affare Blindfold (con Tullio Gallo e la sua orchestra)
- 1969 - Le avventure di Ciuffettino
- 1970 - Trombe d'argento
- 1971 - Tu sei nato libero (Everything is beautiful) (con Olimpia e Orchestra Cipriani)
- 1972 - Kim (con Orchestra Vasco Vassil)
- 1977 - La solita musica (con Lelio Luttazzi)
- Inno dell'atletica
- Il tramonto
- Quien no trabaja no tiene amor (con Jimmy Fontana e Guido Desty)
- Smettila/Parla con la Luna (con Barbara Baldassarre e l'orchestra di Ennio Morricone)

### Partecipazioni
- 1963 - Gianni Morandi Ho chiuso le finestre/Sono contento
- 1963 - Gianni Morandi Gianni Morandi
- 1964 - Nico Fidenco Con te sulla spiaggia/Mi devi credere
- 1965 - Gianni Morandi Si fa sera/È colpa mia
- 1966 - Lucio Dalla 1999
- 1968 - Lucio Battisti Prigioniero del mondo/Balla Linda
- 1968 - Patty Pravo La bambola/Se c'è l'amore
- 1970 - Renato Rascel cori Padre Brown/Io non chiedo di più sceneggiato Rai I racconti di padre Brown musiche di Vito Tommaso in collaborazione con i Cantori Moderni di Alessandroni
- 1970 - Domenico Modugno Domenico Modugno
- 1971 - Nicola Di Bari Anima/Pioverà pioverà
- 1971 - Storie di casa mia di Lucio Dalla (cori in La casa in riva al mare)
- 1971 - Gianni Morandi Ho visto un film
- 1971 - Domenico Modugno Con l'affetto della memoria
- 1972 - Guido e Maurizio De Angelis ...continuavano a chiamarlo Trinità